# 正法寺 (長野市)
正法寺（しょうぼうじ）は、長野県長野市にある真言宗豊山派の寺院。山号は歓喜山。信濃三十三観音霊場第30番札所。

## 概要
寺伝では、大同年間に坂上田村麻呂が東征の折に、当地に堂宇を建立し、のちに行基が聖観音菩薩を安置したと伝えられる。治承・寿永の乱では源義仲が祈願寺として200貫文を納め、南北朝時代には北条時行が太刀を奉納した。明徳4年（1393年）、尊海和尚により中興され、その後は荒廃したが、正徳年間に真田氏によって再興され、幟が奉納された。江戸時代には度々火災に遭遇し、現在の本堂は明治14年（1881年）、大悲殿は昭和60年（1985年）に再築された。
仁王門の奥に本堂があり、左に庫裡、右に大悲殿がある。大悲殿には本尊の木造聖観音菩薩立像と、脇侍として木造四天王立像2躯、脇立執金剛神像、弘法大師像があり、本堂には前立観音がある。長野県宝の聖観音菩薩、四天王ともに平安時代中期の作とされている。